# مهدی قلی‌بیگ

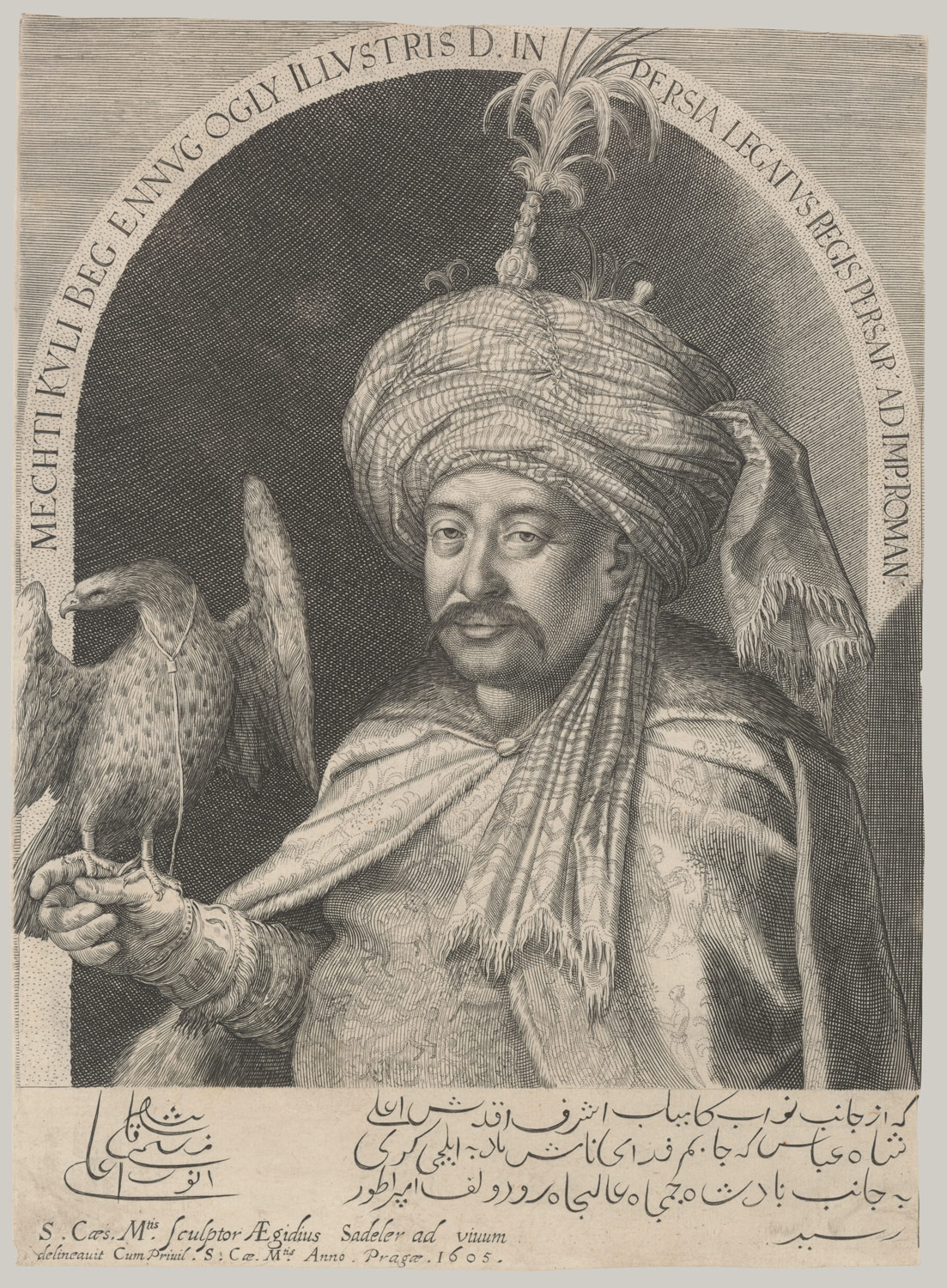
تصویری از مهدیقلی اثر آگیدیوس سادلر در شهر پراگ به سال ۱۶۰۵ کشیده شده است.

مهدی قلی‌بیگ اِنوگ اُغلی (متوفی شعبان ۱۰۲۷ قمری در قزوین) از امرای ترک خراسان از طایفه جغتایی و از رجال لشکری و سیاسی بوده که به‌عنوان امیرآخور (رئیس اسطبل شاهی) شاه عباس بزرگ صفوی منصوب شده بود. او همچنین به عنوان سفیر ایران به روسیه تزاری و امپراتوری مقدس روم سفر کرد.
مهدیقلی بیگ به همراه گئورگ تکتاندر فن در یابل، سفیر رودولف دوم، به مسکو اعزام شد تا به تزار روسیه (بوریس گدونف) خبر فتوحات شاه عباس در برابر امپراتوری عثمانی را بدهد. تزار ازین خبر خوشحال شد و پنج هزار سرباز و چند عراده توپ به یاری شاه عباس فرستاد تا قلعه دربند را که در تصرف عثمانی بود آزاد کنند.
مهدیقلی خان سپس به همراه فن در یابل از مسکو به پراگ رفت و در ۸ ژانویه ۱۶۰۵ گزارش خود را به امپراتور رودولف دوم تقدیم داشت. رودولف که از شنیدن خبر همکاری ایران و روسیه خرسند بود با طرح اتحاد سه جانبه علیه عثمانی موافقت کرد و قول داد از غرب به قشون عثمانی حمله کند.